# Akiko Sudō
Akiko Sudō (jap. 須藤 安紀子, Sudō Akiko; * 7. April 1984 in Kokubunji) ist eine ehemalige japanische Fußballspielerin.

## Karriere

### Verein
Sie begann ihre Karriere bei Nippon TV Beleza, wo sie von 2000 bis 2013 spielte. 2013 beendete sie Spielerkarriere.

### Nationalmannschaft
Im Jahr 2003 debütierte Sudō für die japanischen Nationalmannschaft. Sie wurde in den Kader der Weltmeisterschaft der Frauen 2003 berufen. Insgesamt bestritt sie 15 Länderspiele für Japan.

## Errungene Titel

### Mit Vereinen
- Nihon Joshi Soccer League: 2000, 2001, 2002, 2005, 2006, 2007, 2008, 2010